# Jaime Gonçalves (archevêque)
Jaime Pedro Gonçalves, né le 26 novembre 1936 à Barada et mort le 6 avril 2016 à Beira, est un homme religieux d'origine mozambicaine, archevêque de Beira du 4 juin 1984 au 14 janvier 2012, et acteur central de la réconciliation dans la guerre civile du Mozambique.

## Biographie
Jaime Gonçalves, originaire de Barada, rejoint le séminaire de Zobue, puis étudie la philosophie et la théologie au séminaire de Namaacha et Malhangalene. Il est évêque diocésain de Beira du 3 décembre 1976 au 4 juin 1984, puis archevêque de Beira du 4 juin 1984 au 14 janvier 2012.
Durant la guerre civile du Mozambique, il parvient à organiser des pourparlers entre Afonso Dhlakama et Joaquim Chissano, et travaille en étroite collaboration avec la communauté de Sant'Egidio qu'il sensibilise au problème mozambicain. Les négociations de paix sont officiellement conduites par un représentant du gouvernement italien, deux représentants de Sant'Egidio, et Jaime Gonçalves,.
En 2000, le FRELIMO accuse Jaime Gonçalves de prêcher des sermons qui animent la division politique dans le pays. En 2015, il déclare dans une interview que « l'Église catholique doit renouveler son engagement pour réconcilier le peuple mozambicain ».
Il décède le 6 avril 2016. Son enterrement a lieu le 9 avril. À la suite de son décès en 2016, la première chaire créée à l'université catholique du Mozambique est nommée après lui.

## Autres fonctions
- Président de la Conférence épiscopale du Mozambique (pt)[2].